# Reynaldo Bignone
Reynaldo Benito Antonio Bignone, född 21 januari 1928 i Morón, provinsen Buenos Aires, död 7 mars 2018 i Buenos Aires, var en argentinsk militär och politiker. Han var Argentinas president (de facto) mellan 1982 och 1983, och därmed den siste ledaren för den argentinska militärjuntan 1976–83.

## Biografi
Bignone började studera vid den argentinska militärhögskolan vid 19 års ålder, och tillhörde därefter infanteriet inom landets armé. Han kom inte att inneha någon högre roll inom armen förrän 1975, då han utsågs till sekreterare i arméns generalstab. I december samma år utsågs han till chef för militärhögskolan, och i mars 1976 deltog han i den militärkupp som avsatte president Isabel Perón. Därefter tog han aktiv del i juntans repressioner under det smutsiga kriget, men lämnade sina uppdrag efter Jorge Videlas avgång 1981.
I juli 1982 utsågs Bignone till president av den militära ledningen, med det uttalade målet att överföra makten till en demokratiskt vald president; han ansågs bland annat lämplig för detta uppdrag då han inte bar något formellt ansvar för nederlaget i Falklandskriget, samt för den försämrade ekonomiska situationen i landet. I december 1983 överlämnade han presidentämbetet till Raúl Alfonsín. Innan dess gav han dock order om att förstöra mängder av dokumentation över de övergrepp och brott mot mänskliga rättigheter som begåtts under det smutsiga kriget och operation Condor.
Bignone ställdes inför rätta under juntarättegångarna 1985, men frikändes då. På senare år kom dock fallet mot honom att återupptas; år 2010 dömdes han till ett 25-årigt fängelsestraff för människorättsbrott, vilket åter därpå skärptes till ett livstidsstraff. Flera liknande domar tillkom därefter, och Bignone avled i husarrest i Buenos Aires 2018.